# Heterotallism
Heterotallism är en förökningstrategi som fordrar att det finns två olika sorters gameter, eller könsceller, som är förenliga med varandra för att fortplantning skall ske. Varje individ bär endast en sorts gameter, betecknade med (+) och (-). Hos en heterotallisk art kan (+) endast förenas med (-) och två (+) eller två (-) kan följaktligen inte fortplanta sig. Den morfologiska skillnaden mellan bärare av (+) och bärare av (-) är dock så liten att två olika egentliga kön inte kan sägas förekomma, utan bärarna benämns som olika parningtyper.
I bisamhällen förekommer en heterotallisk svamp, Ascosphaera apis, som orsakar så kallade kalkyngel. Svampen angriper larverna i bisamhället och dödar ynglet med sina sporer. Ynglet mumifieras och bina avlägsnar sedan det hårt förkalkade ynglet.